# エイサ・グレイ
エイサ・グレイ（Asa Gray 1810年11月18日 - 1888年1月30日）はアメリカ合衆国の植物学者。19世紀のアメリカで最も重要な植物学者と考えられている。アサ・グレイと表記されることもある。
北アメリカの植物分類学の知識を統一するのに尽力した。植物学に関するグレイの多くの研究のうち、もっとも有名なものは『北アメリカの植物学マニュアル』(Manual of the Botany of the Northern United States, from New England to Wisconsin and South to Ohio and Pennsylvania Inclusive) である。この本は「グレイのマニュアル」として知られており、幾度もの改訂とアイザック・スピローグのイラストを加えて、現在でもこの分野のスタンダードである。

## 生涯

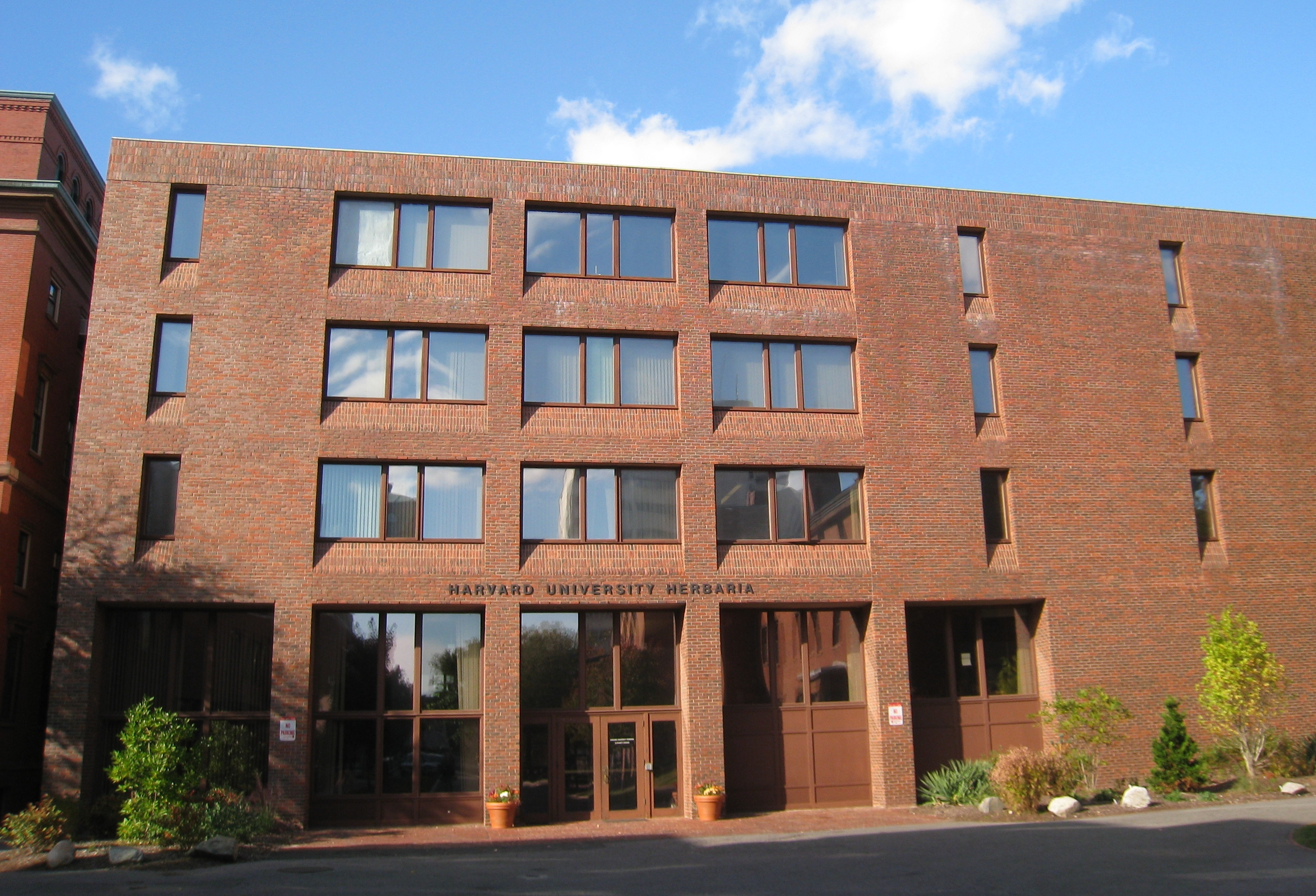
ハーバード大学ハーバリウム

ニューヨーク生まれ。1831年に医学博士を取得したが、植物学のために医学を捨て、1842年にハーバード大学の自然史教授に任命された。1873年に退職するまで彼が住んだ建物は現在エイサ・グレイハウスとして知られている。彼は多くの本と植物コレクションを大学に寄贈し、ハーバードに植物学科を創設した。グレイ・ハーバリウム（グレイ植物標本館）は彼の名にちなんでいる。
彼は植物学者ジョン・トーリーの弟子であり、二人は協力して研究を行った。彼らは共同で『北アメリカの植物相』を発表した。これはグレイの初めての公刊物となった。
グレイはチャールズ・ダーウィンとの文通で多くの情報を提供し、彼の進化理論の発展を助けた。グレイの友情と「最高の支持」はダーウィンによって称賛された。またグレイはデザインが全ての生命に備わっているということをダーウィンに納得させ、信仰を取り戻そうと試みた。にもかかわらず、グレイはアメリカでダーウィンの忠実な支持者であり、著作を集めた影響力のある本『ダーウィニアナ』を出版した。その中で、当時の多くの人がダーウィン主義的な生物の進化とプロテスタントの正統的な教義が相容れないと考えていたときに、それらを結び付けようと試みた。また著名なダーウィン批判者であったルイ・アガシーとも議論を行っている。
1984年にアメリカ植物分類学会は最高位の章としてエイサ・グレイ賞を創設した。ストーニブルック校には彼の名を冠した住居が残されている。グラヤノトキシン (Grayanotoxin)は、グレイの名にちなんで命名されたハナヒリノキ（Leucothoe grayana）から発見・命名された。